# Sirococcus conigenus
Sirococcus conigenus är en svampart som först beskrevs av Augustin Pyrame de Candolle, och fick sitt nu gällande namn av P.F. Cannon & Minter 1983. Sirococcus conigenus ingår i släktet Sirococcus, ordningen Diaporthales, klassen Sordariomycetes, divisionen sporsäcksvampar och riket svampar.   Inga underarter finns listade i Catalogue of Life.